# Brasileiro de Seleções Sub-20 de Futsal
Il Campeonato Brasileiro de Seleções Sub-20 de Futsal, detto anche semplicemente Brasileiro de Seleções Juvenil è un campionato brasiliano per selezioni statuali giovanili.
Con il nome di Campeonato Brasileiro de Seleções Juvenil si è svolto per la prima volta nel 1965 e poi ogni biennio a partire dal 1968, dopo una pausa dal 1988 al 2000 ha ripreso cambiando denominazione in quella attualmente in uso.

## Edizioni

### Brasileiro de Seleções Juvenil
| Anno | Ospite         | Campione                 | Vicecampione   | Terzo posto    | Quarto posto   |
| ---- | -------------- | ------------------------ | -------------- | -------------- | -------------- |
| 1965 | San Paolo      | Rio de Janeiro           | San Paolo      | Minas Gerais   | Ceará          |
| 1968 | Rio de Janeiro | Rio de Janeiro           | Minas Gerais   | Ceará          | San Paolo      |
| 1970 | Belo Horizonte | San Paolo                | Ceará          | Minas Gerais   | Rio de Janeiro |
| 1972 | Maringá        | Rio de Janeiro           | San Paolo      | Paraná         | Ceará          |
| 1974 | Niterói        | Minas Gerais             | Estado do Rio  | Rio de Janeiro | Pernambuco     |
| 1976 | Uberaba        | Rio de Janeiro           | San Paolo      | Minas Gerais   | Pará           |
| 1978 | Niterói        | Rio de Janeiro           | Minas Gerais   | San Paolo      | -              |
| 1980 | Recife         | San Paolo e Minas Gerais | Rio de Janeiro | Sergipe        | Goiás          |
| 1982 | Orós           | Espírito Santo           | Paraná         | Rio de Janeiro | Goiás          |
| 1984 | Florianópolis  | San Paolo                | Rio de Janeiro | Ceará          | Goiás          |
| 1986 | Araguari       | Rio de Janeiro           | San Paolo      | Paraná         | Espírito Santo |
| 1988 | Belo Horizonte | Minas Gerais             | Santa Catarina | Pernambuco     | San Paolo      |
| 2000 | Recife         | Minas Gerais             | Rio de Janeiro | Ceará          | San Paolo      |
| 2002 | Goiânia        | San Paolo                | Pernambuco     | Santa Catarina | Goiás          |

### Brasileiro de Seleções Sub-20
| Anno | Ospite    | Campione  | Vicecampione   | Terzo posto    | Quarto posto |
| ---- | --------- | --------- | -------------- | -------------- | ------------ |
| 2004 | San Paolo | Paraná    | Santa Catarina | Pernambuco     | San Paolo    |
| 2006 | Aracaju   | San Paolo | Minas Gerais   | Santa Catarina | Goiás        |

## Riepilogo vittorie
| Vittorie   | Stato          | Anno/i                             |
| ---------- | -------------- | ---------------------------------- |
| 6 edizioni | Rio de Janeiro | 1965, 1968, 1972, 1976, 1978, 1986 |
| 5 edizioni | San Paolo      | 1970, 1980, 1988, 2000, 2006       |
| 4 edizioni | Minas Gerais   | 1974, 1980, 1988, 2000             |
| 1 edizione | Espírito Santo | 1982                               |
| 1 edizione | Paraná         | 2004                               |